# Белоусова, Юлия Петровна
Ю́лия Петро́вна Белоу́сова (1923 — не ранее 1985) − советский снайпер, гвардии старший сержант, в годы Великой Отечественной войны уничтожила 80 солдат и офицеров германской армии
.

## Биография
Родилась в 1923 году в деревне Новоалександровка Татарского района Новосибирской области.
В декабре 1942 года призвана в ряды Красной Армии. В городе Подольск окончила Центральную женскую школу снайперов. В июле 1943 года была распределена на Калининский фронт.
В ноября 1943 года уже в составе 2-го Прибалтийского фронта гвардии ефрейтор Юлия Белоусова награждена медалью «За отвагу» за уничтожение 20 солдат противника.
В бою за деревню Копачево в декабре 1943 года была ранена.
В мае 1944 года Белоусова награждена орденом Славы 3-й степени за уничтожение уже 69 солдат и офицеров противника.
Член ВКП(б) с 1944 года.
В марте 1945 года в районе Вангерина, находясь в засаде, вела методический огонь по противнику, не дала возможности проникнуть противнику через шоссе. В результате убила 4 и ранила 2 немецких солдат. За проявленный героизм награждена орденом «Красной Звезды»
По состоянию на март 1945 года уничтожила 80 фашистов.
11 марта 1985 года, к 40-летию Победы в Великой Отечественной войне, награждена орденом Отечественной войны 2-й степени.

## Награды
- Медаль «За отвагу» (1943)
- Орден Славы 3 степени (1944)
- Орден Красной Звезды (1945)[3]
- Орден Отечественной войны (1985)